# Phigaliohybernia fulvinfula
Phigaliohybernia fulvinfula är en fjärilsart som beskrevs av Inoue 1942. Phigaliohybernia fulvinfula ingår i släktet Phigaliohybernia och familjen mätare. Inga underarter finns listade i Catalogue of Life.